# هر زمان پول
هر زمان پول (به انگلیسی: Any Time Money) یا ای‌تی‌ام فیلمی محصول سال ۲۰۱۵ و به کارگردانی جاسپال شانوموگان است. در این فیلم بازیگرانی همچون جکی شروف، باگات مانوئل، پروین پریم، سوبیکشا ایفای نقش کرده‌اند.